# Epigrus cylindraceus
Epigrus cylindraceus is een slakkensoort uit de familie van de Epigridae. De wetenschappelijke naam van de soort is voor het eerst geldig gepubliceerd in 1878 door Tenison Woods.